# Momir Talić
Momir Talić (Piskavica, BiH 15. srpnja 1942. – Beograd, Srbija, 28. svibnja 2003.), general-pukovnik Vojske Republike Srpske, bivši načelnik Glavnog stožera Vojske Republike Srpske, haški optuženik za ratne zločine počinjene u BiH.

## Životopis
Završio je Dočasničku školu oklopnih jedinica i Vojnu akademiju kopnene vojske. Stupio je u JNA kao djelatna vojna osoba 25. srpnja 1961. sa specijalizacijom za oklopno-mehanizirane postrojbe. 26. srpnja 1991. postavljen je na dužnost (u činu pukovnika) u 5. korpus JNA u Banjoj Luci kao načelnik stožera i zamjenik zapovjednika korpusa. Na toj je dužnosti ostao do 19. ožujka 1992. U međuvremenu je unaprijeđen je u čin general-majora. Postavljen na dužnost zapovjednika 5. korpusa JNA 19. ožujka 1992. godine koji je, 19. svibnja 1992. godine, poslije povlačenja JNA iz BiH i formiranja VRS preimenovan u 1. krajiški korpus Vojske Republike Srpske. Bio je jedini časnik koji je u VRS ušao s činom generala bivše JNA. Unaprijeđen je u čin general-potpukovnika 31. prosinca 1992. i ostao zapovjednik 1. krajiškog korpusa tijekom rata u Bosni i Hercegovini. Momir Talić je 27. lipnja 1997. unaprijeđen u čin general-pukovnika, a 16. veljače 1998. postavljen je na dužnost načelnika glavnog stožera, najvišu dužnost u VRS-u, na koju je stupio 6. ožujka 1998. godine. 
Haški sud je podigao tajnu optužnicu protiv generala Talića 12. ožujka 1999. za ratne zločine počinjene tijekom rata u BiH. Uhitile su ga austrijske vlasti 25. kolovoza 1999. godine dok je, kao načelnik Glavnog stožera Vojske Republike Srpske, boravio u Beču na seminaru OESS-a. Zbog narušenog zdravstvenog stanja pušten je da se brani sa slobode i preminuo na Vojnomedicinkoj akademiji u Beogradu 28. svibnja 2003. godine.
Odlikovan je Ordenom Nemanjića, najvećim vojnim odlikovanjem Republike Srpske, uz posebno isticanje zasluga za Operaciju Koridor.

## Dužnosti
- 1992 načelnik štaba 5.korpusa JNA
- 1992 zapovjednik 5.korpusa JNA
- 1992 zapovjednik 1.krajiškog korpusa VRS
- 1998 načelnik Glavnog stožera VRS

## Vanjske poveznice
- podaci o optužbi protiv Talića